# بطولة أمم أوروبا تحت 21 سنة 2019
بطولة أمم أوروبا تحت 21 سنة 2019 (المعروفة أيضًا باسم يورو تحت 21 سنة 2019) هي النسخة الثانية والعشرين من بطولة أمم أوروبا تحت 21 سنة (الطبعة الخامسة والعشرون إذا تم تضمين حقبة أقل من 23 سنة)، وهي بطولة كرة القدم الدولية للشباب التي تقام كل سنتين والتي تنظمها اليويفا للفرق الوطنية للرجال تحت 21 سنة في أوروبا. تستضيف إيطاليا البطولة النهائية (وبعض المباريات من قبل سان مارينو) في منتصف عام 2019، بعد اختيار عرضها من قبل اللجنة التنفيذية للاتحاد الأوروبي لكرة القدم في 9 ديسمبر 2016 في نيون، سويسرا.
سيلعب ما مجموعه 12 فريقًا في البطولة، مع اللاعبين المولودين في أو بعد 1 يناير 1996 المؤهلين للمشاركة.
مثل بطولات أقل من 21 عامًا السابقة التي أقيمت قبل عام واحد من الألعاب الأولمبية، ستكون هذه البطولة بمثابة تأهيل أوروبي لمسابقة كرة القدم الأولمبية، حيث تتأهل الفرق الأربعة الأولى من البطولة لمسابقة كرة القدم للرجال في الألعاب الأولمبية الصيفية 2020 في اليابان، حيث سيتم تمثيلهم من خلال فرقهم الوطنية تحت سن 23، مع ثلاثة لاعبين كبار كحد أقصى. الفرق الأربعة التي سيتم تأهيلها للألعاب الأولمبية هي تلك التي ستكون مؤهلة لمراحل خروج المغلوب من هذه البطولة. لأول مرة، سيتم استخدام نظام حكم الفيديو المساعد (فار) في بطولة يويفا الأوروبية تحت 21 سنة.
ألمانيا هي حامل اللقب.

## المضيفين
أكد الاتحاد الإيطالي لكرة القدم أن إيطاليا ستعرض لاستضافة البطولة في عام 2019، والتي تضمنت أيضا اتحاد سان مارينو لكرة القدم. تم تعيين إيطاليا وسان مارينو كمضيفين في اجتماع للجنة التنفيذية للاتحاد الأوروبي في نيون في 9 ديسمبر 2016.

## التصفيات
دخلت جميع الدول الـ 55 في الاتحاد الأوروبي لكرة القدم المنافسة، ومع تأهل إيطاليا للمضيفين تلقائيًا (لن تتأهل سان مارينو المضيفة الأخرى تلقائيًا)، تنافست الفرق الـ 54 الأخرى في المسابقة التأهيلية لتحديد الأماكن الـ11 المتبقية في البطولة النهائية. تألفت المسابقة التأهيلية، التي جرت في الفترة من مارس 2017 إلى نوفمبر 2018، من جولتين:
- مرحلة المجموعة المؤهلة: تم سحب الفرق الـ 54 إلى تسع مجموعات من ستة فرق. تم لعب كل مجموعة في شكل جولة روبن داخلية وخارجية. تأهل الفائزون التسعة بشكل مباشر للبطولة النهائية، في حين تقدم أفضل أربعة وصيفين (لا تحسب النتائج ضد الفريق المصنف السادس) إلى المباريات الفاصلة.
- المباريات الفاصلة: تم سحب الفرق الأربعة إلى مواجهتين للعب مباريات على مرحلتين في المنزل والخارج لتحديد الفريقين المؤهلين الأخيرين.

### الفرق المؤهلة
تأهلت الفرق التالية للبطولة النهائية.
ملاحظة: تتضمن جميع إحصائيات الظهور فقط حقبة تحت 21 سنة (منذ عام 1978).
| الفريق   | طريقة التأهيل               | تاريخ التأهيل  | الظهور          | آخر ظهور               | أفضل أداء سابق                             |
| -------- | --------------------------- | -------------- | --------------- | ---------------------- | ------------------------------------------ |
| إيطاليا  | المضيف                      | 9 ديسمبر 2016  | العشرون         | 2017 (نصف النهائي)     | البطل (1992، 1994، 1996، 2000، 2004)       |
| إسبانيا  | الفائز بالمجموعة الثانية    | 6 سبتمبر 2018  | الرابع عشر      | 2017 (الوصيف)          | البطل (1986، 1998، 2011، 2013)             |
| فرنسا    | الفائز بالمجموعة التاسعة    | 7 سبتمبر 2018  | التاسع          | 2006 (نصف النهائي)     | البطل (1988)                               |
| إنجلترا  | الفائز بالمجموعة الرابعة    | 11 أكتوبر 2018 | الخامس عشر      | 2017 (نصف النهائي)     | البطل (1982، 1984)                         |
| صربيا    | الفائز بالمجموعة السابعة    | 12 أكتوبر 2018 | الحادي عشر[SRB] | 2017 (مرحلة المجموعات) | البطل (1978) (كيوغوسلافيا)[SRB]            |
| ألمانيا  | الفائز بالمجموعة الخامسة    | 12 أكتوبر 2018 | الثاني عشر      | 2017 (البطل)           | البطل (2009، 2017)                         |
| كرواتيا  | الفائز بالمجموعة الأولى     | 15 أكتوبر 2018 | الثالث          | 2004 (مرحلة المجموعات) | مرحلة المجموعات (2000، 2004)               |
| الدنمارك | الفائز بالمجموعة الثالثة    | 16 أكتوبر 2018 | الثامن          | 2017 (مرحلة المجموعات) | نصف النهائي (1992، 2015)                   |
| بلجيكا   | الفائز بالمجموعة السادسة    | 16 أكتوبر 2018 | الثالث          | 2007 (نصف النهائي)     | نصف النهائي (2007)                         |
| رومانيا  | الفائز بالمجموعة الثامنة    | 16 أكتوبر 2018 | الثاني          | 1998 (ربع النهائي)     | ربع النهائي (1998)                         |
| بولندا   | الفائز في المباريات الفاصلة | 20 نوفمبر 2018 | السابع          | 2017 (مرحلة المجموعات) | ربع النهائي (1982، 1984، 1986، 1992، 1994) |
| النمسا   | الفائز في المباريات الفاصلة | 20 نوفمبر 2018 | الأول           | —                      | لأول مرة                                   |

ملاحظات
1. ^ أ ب تشمل المظاهر 4 يوغوسلافيا و 2 صربيا والجبل الأسود. كان أفضل أداء سابق لهم كصربيا في المركز الثاني (2007).

### سحب القرعة النهائي
عقد السحب النهائي في 23 نوفمبر 2018، الساعة 18:00 بوقيت وسط أوروبا (ت ع م+1)، في مقر لامبورغيني في سانت أغاتا بولونييزي، وأجري من قبل سفير البطولة أندريا بيرلو، الذي فاز بالبطولة في عام 2000.
تم تقسيم الفرق الـ 12 إلى ثلاث مجموعات من أربعة فرق.

## الأماكن
في 9 ديسمبر 2016، اختار الاتحاد الإيطالي لكرة القدم أماكن مسبقة (بما في ذلك واحدة داخل أراضي سان مارينو):
- ملعب ريناتو دالارا في بولونيا، إيطاليا
- ملعب مابي – تشيتا ديل تريكولوري في ريدجو إميليا، إيطاليا
- ملعب دينو مانوزي في تشيزينا، إيطاليا
- ملعب نيريو روكو في ترييستي، إيطاليا
- ملعب فريولي في أوديني، إيطاليا
- ملعب سان مارينو في سرافاله، سان مارينو

| بولونيا ريدجو إميليا تشيزينا ترييستي أوديني سرافالهبطولة أمم أوروبا تحت 21 سنة 2019 (Northern Italy) | بولونيا            | ريدجو إميليا                    | تشيزينا          |
| --- | ------------------ | ------------------------------- | ---------------- |
| بولونيا ريدجو إميليا تشيزينا ترييستي أوديني سرافالهبطولة أمم أوروبا تحت 21 سنة 2019 (Northern Italy) | ملعب ريناتو دالارا | ملعب مابي – تشيتا ديل تريكولوري | ملعب دينو مانوزي |
| بولونيا ريدجو إميليا تشيزينا ترييستي أوديني سرافالهبطولة أمم أوروبا تحت 21 سنة 2019 (Northern Italy) | السعة: 31,000      | السعة: 21,500                   | السعة: 20,194    |
| بولونيا ريدجو إميليا تشيزينا ترييستي أوديني سرافالهبطولة أمم أوروبا تحت 21 سنة 2019 (Northern Italy) |                    |                                 |                  |
| بولونيا ريدجو إميليا تشيزينا ترييستي أوديني سرافالهبطولة أمم أوروبا تحت 21 سنة 2019 (Northern Italy) | ترييستي            | أوديني                          | سرافاله          |
| بولونيا ريدجو إميليا تشيزينا ترييستي أوديني سرافالهبطولة أمم أوروبا تحت 21 سنة 2019 (Northern Italy) | ملعب نيريو روكو    | ملعب فريولي                     | ملعب سان مارينو  |
| بولونيا ريدجو إميليا تشيزينا ترييستي أوديني سرافالهبطولة أمم أوروبا تحت 21 سنة 2019 (Northern Italy) | السعة: 20,500      | السعة: 25,151                   | السعة: 4,778     |
| بولونيا ريدجو إميليا تشيزينا ترييستي أوديني سرافالهبطولة أمم أوروبا تحت 21 سنة 2019 (Northern Italy) |                    |                                 |                  |

## مسؤولو المباريات
| البلد         | الحكم            | الحكم المساعد الأول  | الحكم المساعد الثاني   |
| ------------- | ---------------- | -------------------- | ---------------------- |
| روسيا البيضاء | أليكسي كولباكوف  | دزميتري جوك          | أليه ماسليانكا         |
| بلغاريا       | غيورغي كاباكوف   | مارتين مارغاريتوف    | ديان فالكوف            |
| إسرائيل       | أوريل غرينفيلد   | روي حسن              | إيدان ياركوني          |
| لاتفيا        | أندريس تريمانيس  | هارالدس غودرمانيس    | أليكسيس سباسيوننيكوف   |
| هولندا        | سردار غوزوبويوك  | تشارلز سخاب          | يان دي فريس            |
| رومانيا       | إستفان كوفاتش    | ميهاي أوفيديو أرتيني | فاسيل فلورين مارينيسكو |
| اسكتلندا      | بوبي مادن        | فرانسيس كونور        | ديفيد روم              |
| صربيا         | سرجان يوفانوفيتش | أوروش ستويكوفيتش     | ميلان ميهايلوفيتش      |
| السويد        | أندرياس ايكبرج   | محمد جولوم           | ستيفان هالبرغ          |

الحكام المساعدون بالفيديو (VAR)
- ستيوارت أتويل وبول تيرني (إنجلترا)
- ريكاردو دي بورغوس وشافيير إسترادا فرنانديز (إسبانيا)
- رودي بوكيه وفرانسوا ليتكسييه (فرنسا)
- كريستيان دينغرت وتوبياس شتيلر (ألمانيا)
- مايكل فابري وماركو غويدا (إيطاليا)
- يوخيم كامبهويس وباس نيهويس (هولندا)
- لويس ميغيل برانكو غودينيو وجواو بيدرو سيلفا بينهيرو (البرتغال)

## الفرق
يجب على كل فريق وطني تقديم تشكيلة من 23 لاعباً، ثلاثة منهم يجب أن يكونوا حراس مرمى، قبل 10 أيام كاملة على الأقل من المباراة الافتتاحية. إذا كان اللاعب مصاباً أو مريضاً بما يكفي لمنع مشاركته في البطولة قبل المباراة الأولى لفريقه، فيمكن استبداله بلاعب آخر.

## مرحلة المجموعات
يتقدم الفائزون بالمجموعة وأفضل الوصيف إلى الدور نصف النهائي ويتأهلون للألعاب الأولمبية الصيفية لعام 2020

كسر التعادل
في مرحلة المجموعات، يتم ترتيب الفرق وفقا للنقاط (3 نقاط للفوز، نقطة واحدة للتعادل، 0 نقطة للخسارة)، وإذا تعادلت بالنقاط، يتم تطبيق المعايير التالية لكسر التعادل، بالترتيب المعطى، لتحديد التصنيف (المواد 18.01 و18.02 من اللوائح):
1. النقاط في المباريات وجها لوجه بين الفرق المتعادلة؛
2. فارق الأهداف في المباريات وجها لوجه بين الفرق المتعادلة؛
3. الأهداف المسجلة في المباريات وجها لوجه بين الفرق المتعادلة؛
4. إذا تعادلت أكثر من فريقين، وبعد تطبيق جميع المعايير المباشرة أعلاه، لا تزال مجموعة فرعية من الفرق متعادلة، يتم إعادة تطبيق جميع المعايير وجهاً لوجه أعلاه حصريًا على هذه المجموعة الفرعية من الفرق؛
5. فرق الهدف في جميع مباريات المجموعة؛
6. الأهداف المسجلة في جميع مباريات المجموعة؛
7. ركلات الجزاء الترجيحية إذا كان هناك فريقان فقط لديهما نفس عدد النقاط، واجتمعا في الجولة الأخيرة من المجموعة ومتعادلين بعد تطبيق جميع المعايير أعلاه (لا يتم استخدامهما إذا كان أكثر من فريقين لديهما نفس عدد النقاط، أو إذا لم تكن تصنيفاتهما ذات صلة بالتأهل للمرحلة التالية)؛
8. النقاط التأديبية (البطاقة الحمراء = 3 نقاط، البطاقة الصفراء = نقطة واحدة، الطرد لبطاقتين صفراء في مباراة واحدة = 3 نقاط)؛

كل الأوقات محلية، التوقيت الصيفي لأوروبا الوسطى (ت ع م+2).

### المجموعة أ
| م | الفريق         | لعب | ف | ت | خ | أ.له | أ.ع | أ.ف | نقاط | التأهل                                                                 |
| - | -------------- | --- | - | - | - | ---- | --- | --- | ---- | ---------------------------------------------------------------------- |
| 1 | إسبانيا (A)    | 3   | 2 | 0 | 1 | 8    | 4   | +4  | 6    | مرحلة خروج المغلوب والألعاب الأولمبية الصيفية 2020                     |
| 2 | إيطاليا (H, A) | 3   | 2 | 0 | 1 | 6    | 3   | +3  | 6    | مرحلة خروج المغلوب والألعاب الأولمبية الصيفية 2020 إذا كان أفضل الوصيف |
| 3 | بولندا (E)     | 3   | 2 | 0 | 1 | 4    | 7   | −3  | 6    |                                                                        |
| 4 | بلجيكا (E)     | 3   | 0 | 0 | 3 | 4    | 8   | −4  | 0    |                                                                        |

| بولندا                                     | 3–2   | بلجيكا                      |
| ------------------------------------------ | ----- | --------------------------- |
| - جوركوفسكي 26' - بيليك 52' - شيمانسكي 79' | تقرير | - ليا إيسيكا 16' - كولز 84' |

| إيطاليا                                 | 3–1   | إسبانيا      |
| --------------------------------------- | ----- | ------------ |
| - كييزا 36'، 64' - بيليغريني 82' (ركل.) | تقرير | - سيبايوس 9' |

| إسبانيا                       | 2–1   | بلجيكا       |
| ----------------------------- | ----- | ------------ |
| - داني أولمو 7' - فورنالس 89' | تقرير | - بورناو 24' |

| إيطاليا | 0–1   | بولندا      |
| ------- | ----- | ----------- |
|         | تقرير | - بيليك 40' |

| بلجيكا           | 1–3   | إيطاليا                                |
| ---------------- | ----- | -------------------------------------- |
| - فيرسخايرين 79' | تقرير | - باريلا 44' - كوتروني 53' - كييزا 89' |

| إسبانيا                                                              | 5–0   | بولندا |
| -------------------------------------------------------------------- | ----- | ------ |
| - فورنالس 7' - أويارزابال 35' - رويز 39' - سيبايوس 71' - مايورال 90' | تقرير |        |

### المجموعة ب
| م | الفريق   | لعب | ف | ت | خ | أ.له | أ.ع | أ.ف | نقاط | التأهل                                                                 |
| - | -------- | --- | - | - | - | ---- | --- | --- | ---- | ---------------------------------------------------------------------- |
| 1 | ألمانيا  | 3   | 2 | 1 | 0 | 10   | 3   | +7  | 7    | مرحلة خروج المغلوب والألعاب الأولمبية الصيفية 2020                     |
| 2 | الدنمارك | 3   | 2 | 0 | 1 | 6    | 4   | +2  | 6    | مرحلة خروج المغلوب والألعاب الأولمبية الصيفية 2020 إذا كان أفضل الوصيف |
| 3 | النمسا   | 3   | 1 | 1 | 1 | 4    | 4   | 0   | 4    |                                                                        |
| 4 | صربيا    | 3   | 0 | 0 | 3 | 1    | 10  | −9  | 0    |                                                                        |

| صربيا | 0–2   | النمسا                  |
| ----- | ----- | ----------------------- |
|       | تقرير | - فولف 37' - هورفات 78' |

| ألمانيا                         | 3–1   | الدنمارك          |
| ------------------------------- | ----- | ----------------- |
| - ريشتر 28'، 52' - فالدشميت 65' | تقرير | - سكوف 73' (ركل.) |

| الدنمارك                      | 3–1   | النمسا        |
| ----------------------------- | ----- | ------------- |
| - ميله 33'، 77' - أولسن 90+3' | تقرير | - لينهارت 47' |

| ألمانيا                                                       | 6–1   | صربيا                  |
| ------------------------------------------------------------- | ----- | ---------------------- |
| - ريشتر 16' - فالدشميت 30'، 37'، 80' - داوود 69' - ماير 90+2' | تقرير | - جيفكوفيتش 85' (ركل.) |

| مقدونيا                  | 2–4   | البرتغال                                            |
| ------------------------ | ----- | --------------------------------------------------- |
| باردي 40' · ماركوسكي 80' | تقرير | إدغار لي 2' · بروما 22'، 90+1' · دانييل بودينسي 57' |

| صربيا | 0–1   | إسبانيا          |
| ----- | ----- | ---------------- |
|       | تقرير | دينيس سواريز 38' |

### المجموعة ج
| م | الفريق  | لعب | ف | ت | خ | أ.له | أ.ع | أ.ف | نقاط | التأهل                                                                 |
| - | ------- | --- | - | - | - | ---- | --- | --- | ---- | ---------------------------------------------------------------------- |
| 1 | رومانيا | 3   | 2 | 1 | 0 | 8    | 3   | +5  | 7    | مرحلة خروج المغلوب والألعاب الأولمبية الصيفية 2020                     |
| 2 | فرنسا   | 3   | 2 | 1 | 0 | 3    | 1   | +2  | 7    | مرحلة خروج المغلوب والألعاب الأولمبية الصيفية 2020 إذا كان أفضل الوصيف |
| 3 | إنجلترا | 3   | 0 | 1 | 2 | 6    | 9   | −3  | 1    |                                                                        |
| 4 | كرواتيا | 3   | 0 | 1 | 2 | 4    | 8   | −4  | 1    |                                                                        |

1. ↑  إنجلترا غير مؤهلة للألعاب الأولمبية.

| رومانيا                                                    | 4–1   | كرواتيا       |
| ---------------------------------------------------------- | ----- | ------------- |
| - بوشكاش 11' (ركل.) - هاجي 14' - بالوتسا 66' - بيتري 90+3' | تقرير | - فلاشيتش 18' |

| إنجلترا     | 1–2   | فرنسا                                   |
| ----------- | ----- | --------------------------------------- |
| - فودين 54' | تقرير | - إيكونيه 89' - وان-بيساكا 90+5' (ه.ذ.) |

| إنجلترا                  | 2–4   | رومانيا                                            |
| ------------------------ | ----- | -------------------------------------------------- |
| - غراي 79' - أبراهام 87' | تقرير | - بوشكاش 76' (ركلة.) - هاجي 85' - كومان 89'، 90+3' |

| فرنسا        | 1–0   | كرواتيا |
| ------------ | ----- | ------- |
| - ديمبيلي 8' | تقرير |         |

| كرواتيا                          | 3–3   | إنجلترا                                       |
| -------------------------------- | ----- | --------------------------------------------- |
| - بريكالو 39'، 82' - فلاشيتش 62' | تقرير | - نيلسون 11' (ركلة.) - ماديسون 48' - كيني 70' |

| فرنسا | 0–0   | رومانيا |
| ----- | ----- | ------- |
|       | تقرير |         |

### تصنيف الفرق في المركز الثاني
| م | مج | الفريق   | لعب | ف | ت | خ | أ.له | أ.ع | أ.ف | نقاط | التأهل             |
| - | -- | -------- | --- | - | - | - | ---- | --- | --- | ---- | ------------------ |
| 1 | ج  | فرنسا    | 3   | 2 | 1 | 0 | 3    | 1   | +2  | 7    | مرحلة خروج المغلوب |
| 2 | أ  | إيطاليا  | 3   | 2 | 0 | 1 | 6    | 3   | +3  | 6    |                    |
| 3 | ب  | الدنمارك | 3   | 2 | 0 | 1 | 6    | 4   | +2  | 6    |                    |

## مرحلة خروج المغلوب
في مرحلة خروج المغلوب، يتم استخدام الوقت الإضافي وضربات الجزاء لتحديد الفائزين إذا لزم الأمر.

### القوس
|  | نصف النهائي             | نصف النهائي |                   |   | النهائي | النهائي |
|  |                         |             |                   |   |         |         |
|  | 27 يونيو – ريدجو إميليا |             |                   |   |         |         |
|  |                         |             |                   |   |         |         |
|  | إسبانيا                 | 4           |                   |   |         |         |
|  | إسبانيا                 | 4           | 30 يونيو – أوديني |   |         |         |
|  | فرنسا                   | 1           |                   |   |         |         |
|  | فرنسا                   | 1           | إسبانيا           | 2 |         |         |
|  | 27 يونيو – بولونيا      |             | إسبانيا           | 2 |         |         |
|  |                         | ألمانيا     | 1                 |   |         |         |
|  | ألمانيا                 | ألمانيا     | 1                 | 4 |         |         |
|  | ألمانيا                 |             |                   | 4 |         |         |
|  | رومانيا                 | 2           |                   |   |         |         |
|  | رومانيا                 | 2           |                   |   |         |         |

### نصف النهائي
| ألمانيا                                         | 4–2   | رومانيا                   |
| ----------------------------------------------- | ----- | ------------------------- |
| - أميري 21'، 90+4' - فالدشميدت 51' (ركلة.)، 90' | تقرير | - بوشكاش 26' (ركلة.)، 44' |

| إسبانيا                                                              | 4–1   | فرنسا                |
| -------------------------------------------------------------------- | ----- | -------------------- |
| - مارك روكا 28' - أويارزابال 45+5' (ركلة.) - أولمو 47' - مايورال 67' | تقرير | - ماتيتا 16' (ركلة.) |

### النهائي
| إسبانيا                 | 2–1   | ألمانيا     |
| ----------------------- | ----- | ----------- |
| - فابيان 7' - أولمو 69' | تقرير | - أميري 88' |

## وصلات خارجية
- بطولة يورو تحت 21 سنة 2019 النهائية: إيطاليا، UEFA.com